# Daniel Ferreira Vigueras
Daniel Ferreira Vigueras (Angol, 20 de diciembre de 1984) es un editor de cine y diseñador de sonido chileno. Es uno de los fundadores de la productora audiovisual Merced, donde trabaja en los apartados de posproducción y sonido.

## Biografía
Originario de Angol, Daniel completó sus estudios de Cine en la Escuela de Cine de Chile, donde formó parte del colectivo artístico Sure. Ahí, inicialmente se encargó de la posproducción de dos cortometrajes, titulados Santa Lucía.zip (2004), ganador en la “Competencia Estudiantes de Cine y Audiovisual” del XI Festival Internacional de Cine de Valdivia, y Bubble wand (2006), el cual participa en la misma categoría en la edición XIII. Durante este periodo, fue el encargado del montaje y del diseño sonoro del cortometraje Los buenos y malos días (2005), ganador del premio “Mejor cortometraje de escuelas” en el Festival de Valdivia.
El 2006 se estrena su primer largometraje como montajista, titulado Rabia. Es dirigido por Oscar Cárdenas y protagonizado por Carola Carrasco. La película se estrenó en septiembre del mismo año, en Francia, en el Festival de Cine Latinoamericano de Biarritz. En total, se proyectó en 17 festivales internacionales, entre los cuales también destacan el Festival de San Sebastián y el Festival de Locarno. En febrero de 2008, estrena el video musical de la canción "No te mueras tanto" de Gepe, el cual cuenta con más de 300.000 visitas en Youtube. En octubre del mismo año, se estrena su primer largometraje con el colectivo Sure, titulado Papá o 36 mil juicios de un mismo suceso, protagonizado por el actor chileno Willy Semler. La película recombina de forma aleatoria sus capítulos cada vez que se reproduce, lo cual da lugar a más de 2.000.000 de finales diferentes. Sure terminó convirtiéndose en la productora Merced, para la cual trabaja realizando labores de montajista y diseñador de sonido, tanto para películas como para videos musicales. Durante este periodo de tiempo asistió a estudiar Diseño Sonoro de Medios Visuales en la Vancouver Film School, ubicada en Canadá.
Terminados sus estudios en Vancouver, trabaja en la producción del primer largometraje de la productora Merced, titulado LAIS (2013), el cual es protagonizado por la actriz chilena Montserrat Ballarín. Un año después, trabaja en la película MILF (2014), protagonizada por María José Campos, y en 2016, estrena Coach, estelarizada por la cantante peruana Wendy Sulca. Fue el encargado de la posproducción y el diseño sonoro de estas tres producciones. Durante este periodo de tiempo también se encargó del sonido del cortometraje Isolated (2015) de Tomás Vergara, el cual contó con la actuación de voz de Luis Gnecco y estuvo nominado a “Mejor cortometraje” en los Kinsale Shark Awards.
En noviembre de 2016, se estrena Constitución, película para la cual se encargó de la posproducción y el sonido. El metraje debutó el Cinemark Alto Las Condes y es protagonizado por Mariana Di Girolamo. La particularidad de esta producción es que es la primera película chilena en realidad virtual. Posteriormente, en abril de 2017, realiza el diseño sonoro del corto Here's the plan, dirigido por Fernanda Frick. Debutó en el Festival NFFTY de Seattle, Estados Unidos y estuvo seleccionado internacionalmente en el Festival de Cine de Nashville, el Festival Internacional de Cine Infantil de Chicago, el Festival Anima Mundi (Brasil) y en el Festival Shorts México. Fue elegido como el mejor cortometraje chileno en el Festival Internacional Chilemonos.
En 2018 trabaja en la posproducción de su segundo largometraje en realidad virtual, llamado Hotel Zentai. Se estrenó el 6 de octubre del mismo año en el Festival de Cine de Raindance y también es protagonizado por Mariana Di Girolamo. Un año después, en septiembre de 2019, estrena el videoclip de la canción "Voz de la calle" del grupo chileno Electrodomésticos, el cual era el primer video musical de la banda desde 2013. En este mismo año comienza la producción de la película La Verónica (2020), la cual terminó de rodarse durante el estallido social que atravesaba Chile. Se estrenó en el Festival Internacional de Cine de San Sebastián en septiembre de 2020 y fue nominada a la categoría horizontes latinos. También fue seleccionada en el Festival Internacional de Cine de Toronto y el Festival Internacional de La Habana, donde obtuvo los premios Signis y FIPRESCI. El largometraje cuenta con la singularidad de que fue grabado en más de 50 planos secuencia en los que la protagonista (Mariana Di Girolamo) siempre se encuentra en primer plano.
En 2021 se encarga del montaje del video musical de la canción "Mango negro" de Fran Straube, más conocida como Rubio. Dos años después, en marzo de 2023, realiza la posproducción del videoclip de la canción "La caída" del artista chileno Concon. El metraje ganó el premio a mejor video experimental en la segunda edición del Festival de Videoclips SAM. En 2024, colabora como editor de diálogo en la película estadounidense The Windigo del mismo año, dirigida por Gabe Torres. Posteriormente, trabajó en realizar el diseño sonoro del cortometraje Químera (2024) dirigido por Tomás Vergara y protagonizado por el actor argentino Martín Rodríguez. El corto se estrenó el 17 de mayo de 2024 en el Festival de Cannes.

## Producciones
| Año  | Título                                   | Labor                       | Nota         |
| ---- | ---------------------------------------- | --------------------------- | ------------ |
| 2004 | Santa Lucía.zip                          | Posproducción               | Cortometraje |
| 2005 | Los buenos y malos días                  | Posproducción y sonido      | Cortometraje |
| 2006 | Bubble wand                              | Posproducción               | Cortometraje |
| 2006 | Rabia                                    | Posproducción               |              |
| 2007 | Corazón secreto                          | Posproducción               |              |
| 2008 | Papá o 36 mil juicios de un mismo suceso | Posproducción               |              |
| 2008 | Oscuro/iluminado                         | Posproducción               |              |
| 2009 | Una parte de mi vida                     | Posproducción               |              |
| 2010 | Mamá                                     | Posproducción y composición |              |
| 2013 | LAIS                                     | Posproducción y sonido      |              |
| 2014 | MILF                                     | Posproducción y sonido      |              |
| 2015 | Isolated                                 | Sonido                      | Cortometraje |
| 2016 | Coach                                    | Posproducción y sonido      |              |
| 2016 | Salvador                                 | Sonido                      |              |
| 2016 | Constitución                             | Posproducción y sonido      |              |
| 2017 | Here's the plan                          | Sonido                      | Cortometraje |
| 2018 | Hotel Zentai                             | Posproducción               |              |
| 2020 | La Verónica                              | Posproducción y sonido      |              |
| 2023 | Wingka                                   | Sonido                      | Cortometraje |
| 2024 | The Windigo                              | Editor de diálogo           |              |
| 2024 | Químera                                  | Sonido                      | Cortometraje |